# Mysia (djur)
Mysia är ett släkte musslor som först beskrevs av Lamarck, 1818. Mysia ingår i familjen venusmusslor (Veneridae). En del auktorer erkänner underfamiljen Petricolinae som den egna familjen Petricolidae, och enligt denna systematik tillhör Mysia då familjen Petricolidae.

## Arter
- Mysia marchali
- Mysia pellucida
- Mysia undata